# Russiske præsidentvalg
Den Russiske Føderations første præsidentvalg blev gennemført i 1996. Jeltsin blev valgt som præsident for RSFSR 1991.

## Den Russiske Præsident[1]
En kandidat til embedet som russisk præsident skal overholde en række krav fastsat i den russiske forfatning. Han skal være minimum 35 år, og skal have boet i den Russiske Føderation i som et minimum 10 år. Denne vælges på baggrund af et direkte valg og hemmeligt valg. En præsident kan kun sidde i to sammenhængende perioder, hvilket med andre ord betyder, at han kun kan genvælges én gang. Når denne er valgt skal han da sværge en ed til den russiske folk, der lyder: 
"Jeg sværger, at i udøvelsen af magten som præsident for den Russiske Føderation, at respektere og beskytte befolkningens frihedsrettigheder, at beskytte den Russiske Føderations forfatning, at beskytte statens suverænitet og uafhængighed, sikkerhed og integritet, og trofast at tjene folket."

### Dennes rolle[1]
I forfatningen er der foreskrevet en række generelle træk, som vedrører præsidentens funktioner. Han skal blandt andet:
- lede den Russiske Føderations udenrigspolitik.
- Lede forhandlinger og underskrivelser af internationale traktater og aftaler, der vedrører den Russiske Føderation.
- Underskrive ratificeringer.
- Modtage diplomater såvel som tilbagekaldelse af diplomater.

Derudover er denne øverste kommandør af den russiske hær, og kan denne erklære undtagelsestilstand gældende dele såvel som hele føderationen. Derudover kan han som noget særligt udstede dekreter og ordrer, der regnes som gældende for hele den Russiske Føderations territorium. Endvidere har præsidenten immunitet.

## Generelt om valgene
Ud af data præsenteret i figuren til højre, er det muligt at udlede en række konklusioner.
1. Antallet af stemmeberettigede er faldet fra 108.495.023 til 107.222.016 hvilket blandt andet skyldtes den demografiske udvikling i Rusland.
2. Antallet af gyldige stemmer syntes at være nogenlunde konstant med undtagelse af 2004.
3. Det samme gør sig ikke gældende i forbindelse med de ugyldige stemmer, hvor de siden anden valgrunde i 1996 ligger på omkring de 700.000 med undtagelse af 2004, hvor der ”kun” er 578.824. Ved den første valgrunde i 1996 var der såvel som i 2008 lidt over en million ugyldige stemmer.
4. Antallet af ”proteststemmer” eller dem mod alle kandidater syntes ikke at vise en entydig tendens.
5. I alle af de afholdte valg har Kremls kandidat vundet med kommunisterne som sikre toer.

## Valget i 1996
Valget i 1996 blev afgjort efter to runder. Den siddende præsident Boris Jeltsin vandt i første runde snævert over kommunisten Gennadi Sjuganov, men sidstnævnte måtte se sig selv slået med cirka 14 procentpoint i anden og afgørende valgrunde. Valget blev præget af russiske oligarkers indblanding til fordel for Jeltsin. Jeltsin modstand mod kommunisterne blev særligt udtalt i forbindelse med en samtale med russiske generaler, hvori han bedyrer, at hvis ikke han vinder valget legalt, så vil han lave et kup. 
| Præsidentvalget i 1996 | Præsidentvalget i 1996 | Præsidentvalget i 1996 | Præsidentvalget i 1996 | Præsidentvalget i 1996 | Præsidentvalget i 1996 |
| --- | ---------------------- | ---------------------- | ---------------------- | ---------------------- | ---------------------- |
| | Første runde           | Første runde           | Anden runde            | Anden runde            |                        |
| Kandidater | %                      | Antal                  | %                      | Antal                  | Parti                  |
| Boris Jeltsin* | 35,8                   | 26.665.495             | 54,4                   | 40.203.948             | -                      |
| Gennadi Sjuganov | 32,5                   | 24.211.686             | 40,7                   | 30.102.288             | Kommunistpartiet       |
| Alexander Lebed | 14,7                   | 10.974.736             | -                      | -                      | -                      |
| Grigorii Yavlinskij | 7,4                    | 5.550.752              | -                      | -                      | -                      |
| Vladimir Zhirinovskij | 5,8                    | 4.311.479              | -                      | -                      | -                      |
| Andre | 2,2                    | 1,636,950              | -                      | -                      | -                      |
| Mod alle kandidater | 1,6                    | 1.163.921              | 4,9                    | 3.604.462              |                        |
| Stemmeberettiget |                        | 108.495.023            |                        | 108.600.730            |                        |
| Antal gyldige stemmer | 68,7                   | 74.515.019             | 68,1                   | 73.910.698             |                        |
| Antal ugyldige stemmer | 1,4                    | 1.072.120              | 1,1                    | 780.592                |                        |
| Antal der har stemt | 69,7                   | 75.587.139             | 68,8                   | 74.691.290             |                        |
| Anm.: Kremls kandidat er markeret med en [*]. Kandidaterne under andre er S. Fedorov samt den tidligere sovjetiske præsident, Mikhail Gorbatjov. |                        |                        |                        |                        |                        |

### Debatten
Debatten i forbindelse med præsidentvalget omhandlede blandt andet præsidentens magt, hvor visse kandidater ønskede at reducere eller fjerne præsidentens magt. Dette forsvarede Jeltsin med, at russerne foretrak stærke ledere.

## Valget i 2000
Optakten til valget bar præg af stor spænding om særligt Putins kandidatur. Efter en længere periode at have ligget på 58 procent, faldt han med fem procentpoint til 53 procent. Tilliden til hans person faldt også med 13 procent point fra 76 procent til "kun" 63 procent. Det var imidlertid ikke hans fortid i KGB, der skræmte vælgerne. Det var derimod hans relationer til Boris Jeltsin, dennes støtter og særligt oligarken, Boris Beresovskij. Den Anden krig i Tjetjenien syntes også at have svækket den russiske befolknings opfattelse af ham. Putin vandt alligevel valget i 2000, hvilket blandt andet tilskrives befolkningens manglende viden om samt at han ikke tilhørte den sovjetiske nomenklatura, der ønskede at normalisere forholdet til Vesten. Måske vigtigste af alt ønskede han at genoprette Ruslands storhed samt at genvinde Tjetjenien, som havde givet Rusland et ydmygende nederlag i midten af 1990erne. Putin forsøgte sig også med at være en "alles mand". Det vil sige, han søgte at give noget til alle. Dette sås i hans pakke indeholdende nye symboler til Rusland, der blandt andet indeholdt Sovjetunionens nationalsang godkendt af Josef Stalin. Putin var desuden meget forskellig fra Jeltsin, men samtidig valgt af Jeltsin. Dette betød meget for russerne, som stadigvæk ikke var vandt til oppositionspolitik og skiftende ledere.
| Præsidentvalget i 2000 | Præsidentvalget i 2000 | Præsidentvalget i 2000 | Præsidentvalget i 2000 | Præsidentvalget i 2000 | Præsidentvalget i 2000 |
| --- | ---------------------- | ---------------------- | ---------------------- | ---------------------- | ---------------------- |
| | Første runde           | Første runde           | Anden runde            | Anden runde            |                        |
| Kandidater | %                      | Antal                  | %                      | Antal                  | Parti                  |
| Vladimir Putin* | 52,9                   | 39.740.434             | -                      | -                      | -                      |
| Gennadi Sjuganov | 29,2                   | 21.928.471             | -                      | -                      | Kommunistpartiet       |
| Grigorii Yavlinskij | 5,8                    | 4.351.452              | -                      | -                      | Yabloko                |
| Aman-Geldy Tuleev | 3,0                    | 2.217.361              | -                      | -                      | -                      |
| Vladimir Zhirinovskij | 2,7                    | 2.026.513              | -                      | -                      | LDPR                   |
| Konstantin Titov | 1,5                    | 1.107.269              | -                      | -                      | Union of Right Forces  |
| Ella Pamfilova | 1,0                    | 758.966                | -                      | -                      | For Citizens' Worth    |
| Stanislav Govorukhin | 0,4                    | 328.723                | -                      | -                      | -                      |
| Aleksei Podberezkin | 0,4                    | 319.263                | -                      | -                      | Spiritual Heritage     |
| Umar Dzhabrailov | 0,1                    | 98.175                 | -                      | -                      | -                      |
| Ella Pamfilova | 0,1                    | 78.498                 | -                      | -                      | -                      |
| Mod alle kandidater | 1,9                    | 1.414.648              | -                      | -                      |                        |
| Stemmeberettiget |                        | 109.372.046            | -                      | -                      |                        |
| Antal gyldige stemmer | 68,0                   | 74.369.773             | -                      | -                      |                        |
| Antal ugyldige stemmer | 0,6                    | 701.003                | -                      | -                      |                        |
| Antal der har stemt | 68.6                   | 75.070.776             | -                      | -                      |                        |
| Anm.: Kremls kandidat er markeret med en [*]. Konstantin Titov stillede op for "Union of Right Forces" men ikke som officiel kandidat. |                        |                        |                        |                        |                        |

## Valget i 2004
| Præsidentvalget i 2004                                              | Præsidentvalget i 2004 | Præsidentvalget i 2004 | Præsidentvalget i 2004 | Præsidentvalget i 2004 | Præsidentvalget i 2004 |
| ------------------------------------------------------------------- | ---------------------- | ---------------------- | ---------------------- | ---------------------- | ---------------------- |
|                                                                     | Første runde           | Første runde           | Anden runde            | Anden runde            |                        |
| Kandidater                                                          | %                      | Antal                  | %                      | Antal                  | Parti                  |
| Vladimir Putin*                                                     | 71,3                   | 49.565.238             | -                      | -                      | -                      |
| Nikolai Kharitanov                                                  | 13,7                   | 9.513.313              | -                      | -                      | Kommunistpartiet       |
| Sergei Glazyev                                                      | 4,1                    | 2.850.063              | -                      | -                      | Uafhængig              |
| Irina Khamada                                                       | 3,8                    | 2.671.313              | -                      | -                      | Uafhængig              |
| Oleg Malyshkin                                                      | 2,0                    | 1.405.315              | -                      | -                      | LDPR                   |
| Segei Mironov                                                       | 0,7                    | 524.324                | -                      | -                      | Russian Party of Life  |
| Mod alle kandidater                                                 | 3,4                    | 2.396.219              | -                      | -                      |                        |
| Stemmeberettiget                                                    |                        | 108.064.281            | -                      | -                      |                        |
| Antal gyldige stemmer                                               | 63,8                   | 68.925.785             | -                      | -                      |                        |
| Antal ugyldige stemmer                                              | 0,5                    | 578.824                | -                      | -                      |                        |
| Antal der har stemt                                                 | 64.3                   | 69.504.609             | -                      | -                      |                        |
| Anm.: Kremls kandidat og siddende præsident er markeret med en [*]. |                        |                        |                        |                        |                        |

## Valget i 2008
Valget i 2008 blev et specielt valg i russisk historie. Det blev det andet valg, hvor magten overdrages fra en præsident til en anden, og hvor den første præsident udpegede den næste. Sidste gang dette skete var ved Putins "overtagelse" i 2000. Også i dette tilfælde forventede alle, at det blev Medvedev som løb af med sejren. Valget blev præget af svindel.

### Valgsvindel
Ifølge EU's observatører i Rusland, har der foregået valgsvindel ved valget til posten som Ruslands præsident. Blandt de punkter som observatørerne kritiserede var den skæve adgang til de russiske medier såvel som favorisering fra mediernes side af Medvedev. Imidlertid siger observatørerne også, at hvis der ingen valgsvindel var, så ville Medvedev alligevel have vundet stort. Kalinin og Mebane kommer endvidere frem til, at valgsvindlen er "flyttet" fra landet til byerne. De fremhæver endvidere en anden pointe, som er et resultat af Putins guvernørreform, hvor disse ikke længere skal vælges, men udpeges af Kreml. Det betyder, at de bliver afhængige af den, der regerer Kreml. Dermed har de et incitament til at sikre, at kontinuiteten i det pågældende regime. Guvernøren kan med andre ord signalere sin støtte til Kreml gennem pro-Kreml stemmer i deres område. Et andet eksempel på snyd er valglokaler, der returnerer "runde tal" som nul eller fem. I Dagestan stemte 766, men ikke én af dem på Medvedev. I stedet faldt stemmerne på Andrei Bogdanov.

### Valgresultater
| Præsidentvalget i 2008                           | Præsidentvalget i 2008 | Præsidentvalget i 2008 | Præsidentvalget i 2008 | Præsidentvalget i 2008 | Præsidentvalget i 2008 |
| ------------------------------------------------ | ---------------------- | ---------------------- | ---------------------- | ---------------------- | ---------------------- |
|                                                  | Første runde           | Første runde           | Anden runde            | Anden runde            |                        |
| Kandidater                                       | %                      | Antal                  | %                      | Antal                  | Parti                  |
| Dmitri Medvedev*                                 | 70,3                   | 52.530.712             | -                      | -                      | -                      |
| Gennadi Sjuganov                                 | 17,7                   | 13.243.550             | -                      | -                      | Kommunistpartiet       |
| Vladimir Zhirinovskij                            | 9,3                    | 6.988.510              | -                      | -                      | LDPR                   |
| Andrei Bogdanov                                  | 1,3                    | 968.344                | -                      | -                      | Uafhængig              |
| Mod alle kandidater                              | 3,4                    | 2.396.219              | -                      | -                      |                        |
| Stemmeberettiget                                 |                        | 107.222.016            | -                      | -                      |                        |
| Antal gyldige stemmer                            | 68,9                   | 73.731.116             | -                      | -                      |                        |
| Antal ugyldige stemmer                           | 0,9                    | 1.015.533              | -                      | -                      |                        |
| Antal der har stemt                              | 69.7                   | 74.746.649             | -                      | -                      |                        |
| Anm.: Kremls kandidat og er markeret med en [*]. |                        |                        |                        |                        |                        |

## Valget i 2012
| Præsidentvalget i 2012                                                         | Præsidentvalget i 2012 | Præsidentvalget i 2012 | Præsidentvalget i 2012 | Præsidentvalget i 2012 | Præsidentvalget i 2012 |
| ------------------------------------------------------------------------------ | ---------------------- | ---------------------- | ---------------------- | ---------------------- | ---------------------- |
|                                                                                | Første runde           | Første runde           | Anden runde            | Anden runde            |                        |
| Kandidater                                                                     | %                      | Antal                  | %                      | Antal                  | Parti                  |
| Vladimir Putin*                                                                | 63,6                   | 45.602.075             | -                      | -                      | Forenet Rusland        |
| Gennadi Sjuganov                                                               | 17,18                  | 12.318.353             | -                      | -                      | Kommunistpartiet       |
| Mikhail Prokorov                                                               | 7,98                   | 5,722,508              | -                      | -                      | Uafhængig              |
| Vladimir Zhirinovskij                                                          | 6,22                   | 4.458.103              | -                      | -                      | LDPR                   |
| Sergei Mironov                                                                 | 3,85                   | 2.763.935              | -                      | -                      | Fair Rusland           |
| Mod alle kandidater**                                                          | -                      | -                      | -                      | -                      |                        |
| Stemmeberettiget                                                               |                        | 109.860.331            | -                      | -                      |                        |
| Antal gyldige stemmer                                                          | 64,5                   | 70.864.974             | -                      | -                      |                        |
| Antal ugyldige stemmer                                                         | 0,8                    | 836.691                | -                      | -                      |                        |
| Antal der har stemt                                                            | 65.3                   | 71.701.665             | -                      | -                      |                        |
| Anm.: *) Kremls kandidat og er markeret med en. **) Der forefindes ingen data. |                        |                        |                        |                        |                        |